# Солиги
Соли́ги —  село в Україні, в Яворівському районі Львівської області. Населення становить 135 осіб. Орган місцевого самоврядування - Новояворівська міська рада.